# Rives (Misuri)
Rives es un pueblo ubicado en el condado de Dunklin en el estado estadounidense de Misuri. En el Censo de 2010 tenía una población de 63 habitantes y una densidad poblacional de 66,64 personas por km².

## Geografía
Rives se encuentra ubicado en las coordenadas 36°5′40″N 90°0′41″O / 36.09444, -90.01139. Según la Oficina del Censo de los Estados Unidos, Rives tiene una superficie total de 0.95 km², de la cual 0.95 km² corresponden a tierra firme y (0%) 0 km² es agua.

## Demografía
Según el censo de 2010, había 63 personas residiendo en Rives. La densidad de población era de 66,64 hab./km². De los 63 habitantes, Rives estaba compuesto por el 100% blancos, el 0% eran afroamericanos, el 0% eran amerindios, el 0% eran asiáticos, el 0% eran isleños del Pacífico, el 0% eran de otras razas y el 0% pertenecían a dos o más razas. Del total de la población el 0% eran hispanos o latinos de cualquier raza.